# Stephanollona contracta
Stephanollona contracta is een mosdiertjessoort uit de familie van de Phidoloporidae. De wetenschappelijke naam van de soort is, als Lepralia contracta, voor het eerst geldig gepubliceerd in 1899 door Waters.